# سوکندال
سوکندال (به لاتین: Sokndal) یک شهرداری در نروژ است که در روگالاند واقع شده‌است. سوکندال ۲۹۴٫۹۸ کیلومتر مربع مساحت و ۳٬۲۸۰ نفر جمعیت دارد.